# Татјана Головин
Татјана Головин (рус. Татья́на Голови́н, фр. Tatiana Golovin; Москва, 25. јануар 1988) је француска тенисерка руског порекла. Рођена је као Татјана Григоријевна Головина (рус. Татьяна Григорьевна Головина) у Москви, а када је имала осам месеци се преселила у Лион и узела француско држављанство.
Са седам година је уписала тениску школу Ника Болетерија у Сједињеним Америчким Државама. Професионално је дебитовала 2002, и освојила је два ВТА турнира у појединачној конкуренцији и један гренд слем Отворено првенство Француске 2004. у такмичењу мешовитих парова са Ришаром Гаскеом. Најбољи пласман на ВТА листи, 13. позицију, остварила је 12. новембра 2007. Због повреде леђа, Головин не наступа професионално од 2008. године. Тренутно живи у Лондону са дечком Самиром Насријем.

## Детињство и приватни живот
Татјана Головин је рођена као Татјана Григоријевна Головина (фр. Tatiana Golovin, рус. Татьяна Григорьевна Головина), 25. јануара 1988. у Москви (тада Совјетски Савез, данас Русија). Заједно са родитељима Григоријем и Људмилом, и старијим сестрама Олгом и Оксаном, преселила се у Лион, Француска, када је имала осам месеци. Тада је узела француско држављанство. Тенис је почела да игра са само три године, а узор јој је била Штефи Граф. Са само седам година се преселила у САД како би тренирала у чувеној школи Ника Болетерија.
Татјана Головин говори француски, руски и енглески језик. Тренутно живи у Лондону, Уједињено Краљевство, заједно са својим дечком, француским фудбалером Самиром Насријем, који наступа за лондонски ФК Арсенал.

## Тениска каријера

### 2002–04.
Татјана Головин почела је да наступа професионално 2002. године. Те сезоне играла је на неколико турнира организованих од стране Међународне тениске федерације (ИТФ). Такође је покушала да се квалификује за Ролан Гарос, али је поражена у другом колу квалификација. 2003. је дебитовала на ВТА турнирима, уИндијан Велсу, где је поразила Хиселу Дулко у првом колу 6–2, 6–3, а затим изгубила од Франческе Скјавоне у три сета, 7–6(10), 1–6, 6–2. Наступила је на још три турнира — у Мајамију, Стразбуру и на првом гренд слем турниру у каријери, Ролан Гаросу — али је сва три пута губила у првом колу.
На Отвореном првенству Аустралије 2004. Головин је достигла четврто коло, свој најбољи резултат на том турниру, наневши пораз четрнаестом носиоцу Ани Смашновој у другом колу. Међутим, у четвртом ју је поразила Лиса Рејмонд 6–2, 6–0. Головин је затим наступила на турниру у Паризу, и том приликом победила Ану Смашнову, Данијелу Хантухову и Јелену Дементјеву, а у полуфиналу је изгубила од Мери Пирс са 6–4, 6–0. Уследили су релативно добри резултати на турнирима у Индијан Велсу, Мајамију, Берлину и Риму, али је на Ролан Гаросу Головин изгубила већ у првом колу. Но, заједно са Ришаром Гаскеом је освојила овај турнир у конкуренцији мешовитих парова, победивши Вејна и Кару Блек са 6–3, 6–4. У Бирмингему Головин је достигла своје прво финале, у коме је изгубила од Марије Шарапове са 4–6, 6–2, 6–1. На Вимблдону 2004. Головин је нанела пораз Франчески Скјавоне у другом колу, али ју је у четвртом колу савладала Серена Вилијамс, први носилац турнира, са 6–2, 6–1. На Отвореном првенству Америке изгубила је у трећем колу, такође од Серене Вилијамс. Заједно са Фед куп репрезентацијом Француске је играла финале Фед купа, али су поражене од стране руског тима. Головин је ову сезону завршила на 27. позицији.

### 2008–тренутно
Сезону 2008. Головин је отпочела наступајући са Арноом Клермоном на Хопман купу у Перту, Аустралија. Њих двоје су завршили други у њиховој групи, иза српског тима — Новака Ђоковића и Јелене Јанковић. Головин је затим играла на турниру у Сиднеју, на ком је поражена у другом колу од стране Јелене Јанковић 6–1, 2–6, 6–3. На Отвореном првенству Аустралије је достигла такође друго коло, у ком је изгубила од Араван Резај са 6–3, 3–6, 6–3. Татјана Головин је затим изгубила у првом колу турнира у Мемфису од Бетани Матек Сандс, другом колу ИТФ турнира у Кању, и првом колу турнира у Берлину од тада 23. тенисерке света Каролине Возњацки са 7–6(4), 6–2. То је био њен, за сада последњи меч у професионалној каријери. Због повреде леђа, била је приморана да одустане од неколико турнира, укључујући Ролан Гарос, Вимблдон, Олимпијске игре и Отворено првенство Америке. У септембру је објавила како је сезона за њу готова.
Почетком 2009. године, Головин је позирала заједно са Маријом Кириленко и Данијелом Хантуховом за познати часопис Sports Illustrated. И поред тога што је лекарима дуго требало да открију о каквој се повреди ради, Головин је остала оптимистична по питању свог повратка. Иако она то никада није званично потврдила, њена каријера је највероватније завршена. У априлу 2009. Головин је постала тениски коментатор на француској телевизији.

## Награде
- 2004 — Награда Женске тениске асоцијације за најбољу дебитанткињу године

## Резултати у каријери

### Гренд слем финала у мешовитим паровима (1–0)
| Година | Турнир                       | Партнер     | Противници          | Резултат |
| 2004   | Отворено првенство Француске | Ришар Гаске | Кара Блек Вејн Блек | 6–3, 6–4 |

### ВТА финала појединачно (2–5)
| Легенда                |
| Гренд слем (0/0)       |
| ВТА шампионат (0/0)    |
| Олимпијско злато (0/0) |
| Тијер I (0/1)          |
| Тијер II (1/2)         |
| Тијер III (0/2)        |
| Тијер IV и V (1/0)     |

| Исход  | Бр.' | Датум               | Турнир         | Подлога | Противница         | Резултат                |
| Пораз  | 1.   | 13. јун 2004.       | Бирмингем      | Трава   | Марија Шарапова    | 6–4, 2–6, 6–1           |
| Пораз  | 2.   | 9. октобар 2005.    | Токио          | Тврда   | Никол Вајдишова    | 6(4)–7, 2–3, предат меч |
| Пораз  | 3.   | 8. октобар 2006.    | Штутгарт       | Тврда   | Нађа Петрова       | 4–6, 6(4)–7             |
| Победа | 1.   | 8. април 2007.      | Амелија Ајланд | Шљака   | Нађа Петрова       | 6–2, 6–1                |
| Победа | 2.   | 22. септембар 2007. | Порторож       | Тврда   | Катарина Среботник | 2–6, 6–4, 6–4           |
| Пораз  | 4.   | 7. октобар 2007.    | Штутгарт       | Тврда   | Жистин Енен        | 6–2, 2–6, 1–6           |
| Пораз  | 5.   | 21. октобар 2007.   | Цирих          | Тврда   | Жистин Енен        | 4–6, 4–6                |

### Финала Фед купа (0–1)
| Исход | Година | Локација | Подлога | Победнице                                                                     | Финалисткиње                                                   | Резултат |
| Пораз | 2004.  | Москва   | Тепих   | Русија Вера Звонарјова Светлана Кузњецова Јелена Лиховцева Анастасија Мискина | Француска Марион Бартоли Татјана Головин Натали Деши Емили Луа | 3–2      |

### Појединачни резултати нагренд слемтурнирима
| Турнир                        | 2003. | 2004. | 2005. | 2006. | 2007. | 2008. | Однос у каријери |
| ----------------------------- | ----- | ----- | ----- | ----- | ----- | ----- | ---------------- |
| Отворено првенство Аустралије | Н     | 4К    | 2К    | 1К    | 3К    | 2К    | 0 / 5            |
| Ролан Гарос                   | 1К    | 1К    | 3К    | Н     | Н     | Н     | 0 / 3            |
| Вимблдон                      | Н     | 4К    | 1К    | 2К    | 2К    | Н     | 0 / 4            |
| Отворено првенство Америке    | Н     | 3К    | 3К    | ЧФ    | 1К    | Н     | 0 / 4            |
| Однос у години                | 0 / 1 | 0 / 4 | 0 / 4 | 0 / 3 | 0 / 3 | 0 / 1 | 0 / 16           |

- Н = није учествовала на турниру
- Однос = број освојених турнира у односу на број учешћа

### Пласман на ВТА листи на крају сезоне
| Година  | 2002 | 2003 | 2004 | 2005 | 2006 | 2007 | 2008 |
| Пласман | 375  | 345  | 27   | 24   | 22   | 13   | 251  |